# Medianvælgere
En Medianvælger er vælgeren i midten, når man betragter et vælgerkorps ud fra f.eks højre-venstre-skalaen. Medianvælgeren er en vælger eller en vælgergruppe, som kan få stemmebalancen mellem blokkene til at tippe. 
Dette begreb blev udviklet helt tilbage i 1957 af den amerikanske politolog og økonom Anthony Downs. Downs antager, at både vælgere og partier handler rationelt. Han mener, at valgkampene bliver derfor en kamp om at vinde tilslutning fra den medianvælgergruppe, der med deres stemmer afgør udfaldet på valget. Det kan i yderst konsekvens føre til, at partierne i mindre grad forsøger at vinde valgene for at gennemføre deres politik, men i højere grad forsøger at udforme en politik, der kan vinde valget for dem. Da den er tættest på det, som medianvælgerne efterspørger.